# Quilalí
Quilalí est une municipalité nicaraguayenne du département de Nueva Segovia au Nicaragua.